# Manifiesto SCUM
El Manifiesto SCUM, publicado en 1967 por Valerie Solanas, es un texto que intenta ofrecer una teoría homóloga a la teoría de envidia del falo de Sigmund Freud. Se enmarca dentro de la segunda ola del feminismo de los años 60. Solanas, escritora estadounidense, trabajadora sexual y vagabunda, enmarca su manifiesto en la vida estéril de la burguesía de su tiempo y en la violencia brutal e histórica hacia los cuerpos femeninos ejercida por la hegemonía blanca encabezada por hombres, respondiéndola y reflexionándola con esa misma violencia. Con tonos futuristas, propone un mundo liderado por las Scum una sociedad compuestas por asesinas, prostitutas y vagabundas, que sabotean la realidad estructural para extirpar el mal engaño que han creado estos hombres y han establecido en forma de instituciones como el trabajo, el matrimonio, la familia,etc.  
Aunque su tono violento se pueda considerar satírico (el manifiesto pide la rebelión de las mujeres y la erradicación de los hombres), la autora nunca ha afirmado que este sea el caso, y de hecho expuso públicamente que las ideas del Manifiesto constituyeron al menos parcialmente el motivo de su intento de asesinar a tres hombres. 
En este sentido, propone una revolución violenta contra el sexo masculino, justificándola como contrapartida a la violencia que esta clase aplicaría cotidianamente contra las mujeres. La autora invierte las líneas de Freud acerca de la teoría de la envidia del falo por parte de la mujer, dando a entender que es el hombre el que siente envidia de la mujer y que por eso se ve ridiculizado y desea tomar su posición, fingiendo y creando problemas.
El Manifiesto era poco conocido hasta que Solanas intentó matar a Andy Warhol en 1968. Este acontecimiento trajo la atención pública significativa al Manifiesto y a Solanas.

## Sobre el título
Se trata de un juego de palabras, pues las siglas S.C.U.M. (Society for Cutting Up Men) forman la palabra inglesa "scum" que se traduce como "escoria" o capa de suciedad.

## Contenido
Solanas se inicia mediante la presentación de una teoría del macho como una "mujer incompleta" que es genéticamente deficiente debido al cromosoma Y. De acuerdo con Solanas, esta deficiencia genética hace que el macho sea emocionalmente limitado, egocéntrico e incapaz de pasión mental o interacción genuina. Ella describe al macho como carente de empatía e incapaz de relacionarse con nada aparte de sus propias sensaciones físicas. El Manifiesto continúa con el argumento de que el hombre se pasa la vida tratando de llegar a ser de sexo femenino y, con ello, superar su inferioridad. Lo hace por "buscar constantemente fraternizar con y tratar de vivir mediante una fusión con la mujer". Solanas rechaza de Freud la teoría de la envidia del pene y argumenta que los hombres tienen "envidia de la vagina". Solanas entonces acusa a los hombres de convertir al mundo en una hecatombe.
El Manifiesto consta de los siguientes aspectos: 
- La guerra

La compensación normal del hombre por no ser mujer es sacar su Gran Arma, extremadamente inadecuada. Como solo la puede sacar un número limitado de veces, cuando lo hace es a escala masiva para probar al mundo entero que es un ’Hombre’ al no tener compasión o habilidad para comprender o identificarse con otros.
- Prostitución y matrimonio

Dejando de lado su persona altamente inadecuada, abrumado por una ansiedad intensa y por una soledad honda y profunda, su ser vacío y desesperado quiere vincularse a cualquier mujer con la tenue esperanza de completarse. En la creencia mística de que por tocar oro se convertirá en oro, el hombre busca con avidez la continua compañía de las mujeres. Estar acompañado por la hembra más abyecta es preferible a estar consigo mismo o con otros hombres, que solo sirven para recordarle su repulsividad.  Pero las mujeres, a menos que sean muy jóvenes o estén enfermas, deben ser obligadas o sobornadas para estar en compañía masculina.
- Poder y control
- Prevención de privacidad
- Conformidad
- La filosofía, la religión y la moral por razón de sexo
- El prejuicio (racial, étnico, religioso, etc.)
- Ignorancia sobre la competencia basada en el prestigio, el estatus, la educación formal y las clases económicas
- Prevención de la conversación
- Prevención de la amistad y el amor
- Sexualidad violenta
- Aburrimiento
- Secreto, la censura, la represión del conocimiento y de las ideas
- Desconfianza
- Fealdad
- El odio y la violencia
- La enfermedad y la muerte

Otros rasgos llamativos de su obra son la apología de la eugenesia ("cuando el control genético sea posible – y lo será muy pronto – huelga decir que lo que produciremos serán seres completos, totales, no con defectos físicos o con deficiencias, incluso deficiencias generales como la masculinidad. Así como la producción deliberada de gente ciega sería inmoral, así también lo sería la producción deliberada de lisiados emocionales"); la apología del terrorismo y el "asesinato selectivo y discriminado" (Solanas sugiere que las todas las mujeres se rebelen contra los hombres y que, después de destrozar la mayor parte del mobiliario urbano asesinen a todos los varones que no participen del Cuerpo Auxiliar Masculino de SCUM); y el apoyo a la idea de la extinción humana voluntaria.

## Sobre la autora
El contenido del Manifiesto deja en evidencia una clara misandria, originada por su experiencia vital,  que ella misma declara sin tapujos, descartando públicamente la idea de que la obra fuese de carácter satírico. Tras intentar asesinar a Andy Warhol, Mario Amaya y Fred Hughes, y después de entregarse a la policía, Solanas justificó su tentativa ante la prensa con las siguientes palabras: "Tengo muchas razones. Leed mi Manifiesto y os dirá quién soy". Esta declaración implica que sus motivaciones eran las recogidas en su obra, y que por tanto estaba a favor de dichas ideas de forma no irónica.
También se puede observar, en contraposición a las lecturas vulgares de su obra, que su narrativa contiene proyecciones futuristas dis/utópicas en dónde el avance tecnológico liderado por mujeres sería capaz de erradicar la utilidad biologica del macho. Aún así suguiere que lo deseable es la extinción voluntaria del ser humano.
Además considera que, mediante una automatización masiva, sería posible mantener los estándares de vida de su sociedad sin necesidad de que las personas ejerzan "trabajos no creativos". Hasta los años 2000 la inteligencia artificial ha carecido de la fiabilidad suficiente como para llevar a cabo un enorme número de tareas relativamente simples para un humano, como la conducción de vehículos, y aún en la actualidad sería técnicamente muy difícil una automatización masiva a corto plazo (ver Automatización industrial#La automatización y el cuerpo humano). En el Manifiesto incluso se llega a afirmar que la totalidad de las enfermedades podrían tener cura en "algunos años si la ciencia se dedicase a ello con empeño", y se considera que la presencia masculina en el ámbito científico es la causa de la tardanza de las investigaciones. Solanas atribuye la senescencia humana únicamente a las enfermedades, hipótesis que había tenido un gran impacto al inicio del siglo XX pero que, finalmente, se demostró errónea.

## Sobre el texto
El Manifiesto SCUM comenzó a circular a partir de 1968 tanto en ediciones pirata como publicadas por círculos feministas existiendo, por tanto, numerosas ediciones del mismo. Su contenido gira en torno al exterminio del género masculino, al que acusa de representar los más bajos vicios frente a las mujeres que, solo alejadas de la influencia del hombre, son seres propiamente humanos y dignos de existir.
Algunos autores han intentado argumentar que el Manifiesto es una parodia del patriarcado y una obra satírica. Solanas no se describió como "una propagandista social" y negó que el manifiesto fuera solamente marketing e insistió en que su intención era "muy en serio". A pesar de esta declaración, el Manifiesto ha sido traducido a más de doce idiomas y se ha incluido en varias antologías feministas. 
Mientras que vivía en el Chelsea Hotel, Solanas conoció a Maurice Girodias, el fundador de Olympia Press y miembro residente del hotel. En agosto de 1967, Girodias y Solanas firmaron un contrato informal que daría a Girodias su "próxima escritura y otros escritos". A cambio Girodias le pagó 500 dólares. Después ella entendió que Girodias poseería su trabajo. [4] Solanas le dijo a Paul Morrissey que "todo lo que escribo va a ser suyo. Él me ha hecho esto a mí... ¡me está jorobando!". Solanas tenía la intención de escribir una novela basada en el Manifiesto SCUM, pero no llegó a hacerlo.

## Influencia
El Manifiesto SCUM es considerado una muestra del feminismo separatista. Solanas es citada en las notas de Generation Terrorists, el primer álbum de los Manic Street Preachers. Su canción Of Walking Abortion en el álbum The Holy Bible debe su nombre a una cita del Manifiesto. La banda punk Big in Japan compuso su canción Society for Cutting Up Men inspirada por la obra de Solanas.
En 1976, la actriz francesa Delphine Seyrig y la directora Carole Roussopoulos realizaron un vídeo en homenaje al manifiesto.